# Bow echo

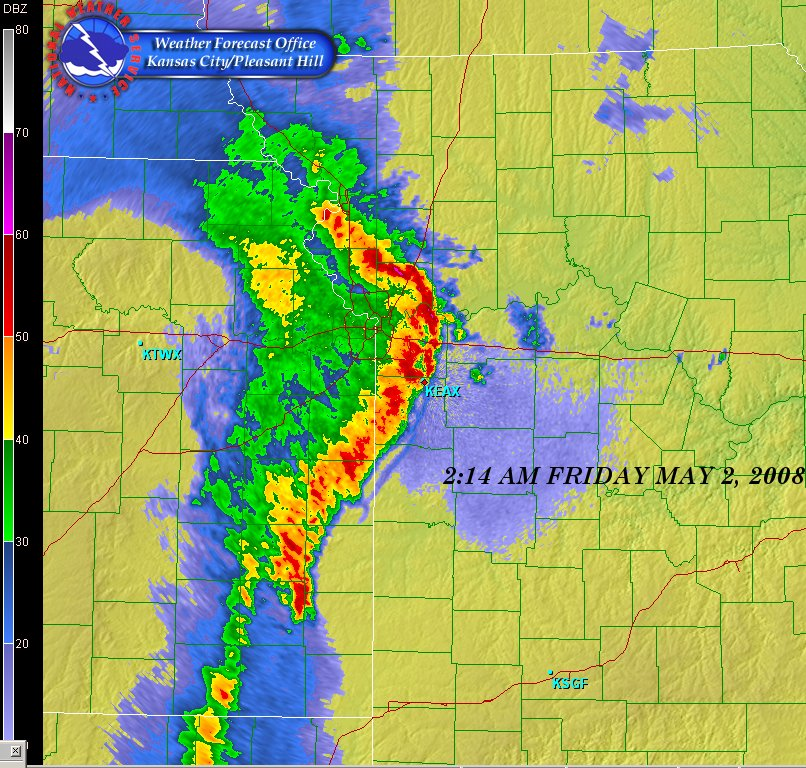
Obraz radarowy bow echo nad Kansas City 2 maja 2008 (NWS Kansas City)

Bow echo (ang. bow – łuk) – charakterystyczny obraz radarowy mezoskalowego układu konwekcyjnego w kształcie łuku. Taki układ może wytworzyć silne wiatry, a czasem tornada, powodując poważne szkody.
Termin został po raz pierwszy użyty przez dr. Theodore'a Fujitę z University of Chicago w pracy Manual of Downburst Identification for Project NIMROD z 1978.

## Przypadki bow echo w Polsce
Układy burzowe, które przybierają formę bow echo, należą do najgroźniejszych burz pojawiających się na terytorium Polski. Mogą przyczyniać się one do bardzo poważnych szkód wiatrowych. Oto przykłady tych zjawisk:
- Nawałnica w Puszczy Piskiej (4 lipca 2002) — wiatry szkwałowe związane z tworzącym się bow echo zrównały z ziemią 44 tysiące ha lasu. Po utworzeniu się w Polsce bow echo przeszło przez Litwę, Łotwę i Estonię czyniąc i tam szkody, układ konwekcyjny rozpadł się dopiero w południowej Finlandii[2].
- Nawałnica na Mazurach (21 sierpnia 2007) — w wyniku uderzenia silnego wiatru zginęło na jeziorach mazurskich 12 osób, bow echo skierowało się z Mazur w stronę Zatoki Gdańskiej po drodze generując bardzo silne podmuchy (zanotowano 126 km/h w Mikołajkach oraz 108 km/h w Kętrzynie)[3].
- Nawałnica (nocą z 11 na 12 sierpnia 2017) — burza wielokomórkowa, która przeszła w pasie od Dolnego Śląska, przez Wielkopolskę i Kujawy, po Pomorze Gdańskie oraz Warmię. Prędkość wiatru w porywach podczas przejścia tego układu osiągała 120 km/h, a punktowo przekraczała nawet 150 km/h[4].  W wyniku nawałnicy zginęło 6 osób, a 52 osoby zostały ranne[5]. W szczytowej fazie awarii spowodowanych przez wichurę prądu nie miało nawet 500 tys. odbiorców. W wyniku przejścia układu burzowego zostało zniszczonych bądź uszkodzonych w różnym stopniu  blisko 4 tys. budynków, w tym 2,9 tys. budynków mieszkalnych[6]. 79,7 tysięcy ha lasów uległo całkowitemu lub częściowemu zniszczeniu, co przekłada się na około 9,8 mln m³ drewna[7].